# Dignitatis Humanae Institute
Le Dignitatis Humanae Institute (DHI), également connu sous le nom d'Istituto Dignitatis Humanae, est une  ONG d'inspiration catholique basée à Rome. Sa mission est de "protéger et promouvoir la dignité humaine sur la base de la vérité anthropologique selon laquelle l'Homme est fait à l'image et à la ressemblance de Dieu".
L'institut est basé à Rome depuis 2011 après avoir quitté son siège au Parlement européen où il était installé depuis sa fondation en 2008. Depuis juillet 2010, le cardinal Renato Raffaele Martino, ancien président du Conseil pontifical Justice et paix, a occupé le poste de président d'honneur.

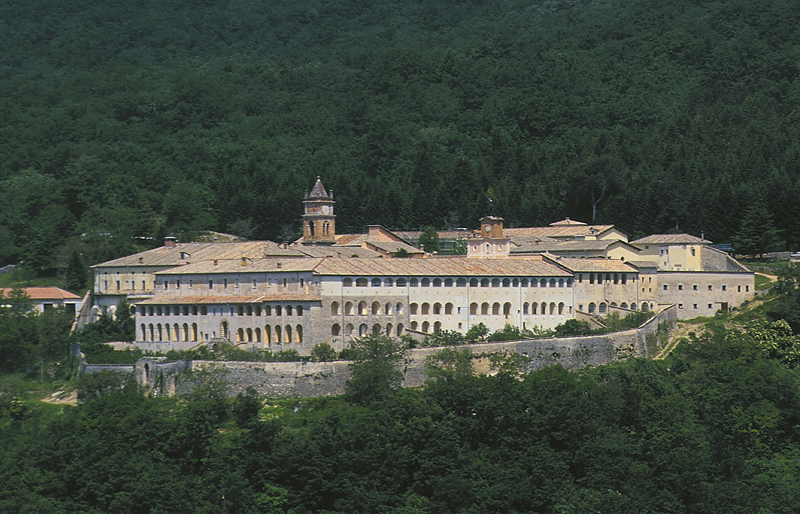
Chartreuse de Trisulti.

Le groupe a des liens avec certaines des factions les plus conservatrices de l'Église catholique.  En 2014, l'institut a invité Steve Bannon à être l'un des principaux intervenants lors d'une conférence sur la pauvreté au cours de laquelle il a rendu hommage aux partis d'extrême droite européens.
En 2017, sous l'impulsion de son fondateur Benjamin Harnwell, le think tank chrétien conservateur obtient du ministère de la culture italien l'usage des bâtiments de la chartreuse de Trisulti à quelques dizaines de kilomètres de Rome. Steve Bannon, qui en est proche, y voit l'opportunité de créer le centre de réflexion pour le renouveau des nationalismes en Europe qu'il soutient de ses vœux. Mais le gouvernement italien a bloqué le projet en révoquant les droits sur la propriété qui avaient été concédés à l’Institut pour ouvrir cette Académie.
En 2019, en raison de la décision de Steve Bannon d'adapter en film le livre Sodoma, le cardinal Raymond Burke démissionne de la présidence d’honneur de l’Institut.